# Appel téléphonique
Pour les articles homonymes, voir Appel.

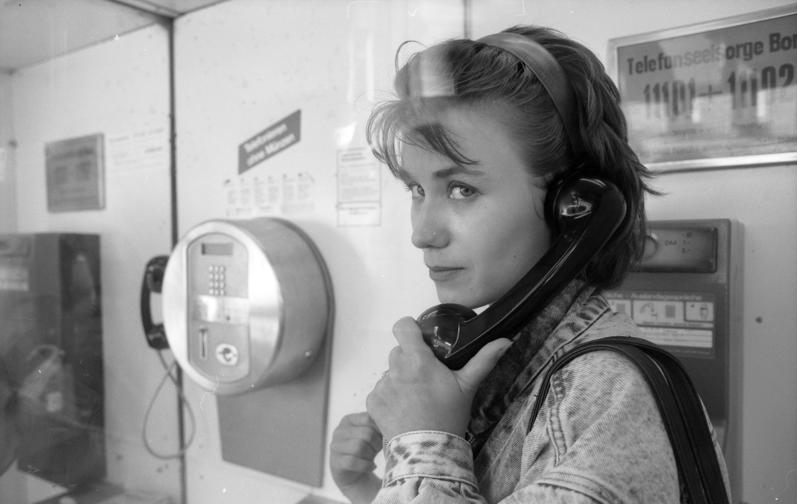
Une Allemande durant un appel téléphonique, dans les années 1980.

Un appel téléphonique (ou simplement appel) est l'opération de mise en connexion entre une personne qui utilise un téléphone et son ou ses destinataires. À la suite de la numérotation du numéro de téléphone de ce dernier sur le clavier de l'appareil émetteur, une sonnerie téléphonique retentit à destination, l'appelant entend alors la tonalité de retour d'appel sur son téléphone, jusqu'à ce que l'individu contacté accepte l'appel. La conversation téléphonique peut alors commencer, le plus souvent par la question « allô ? »[réf. nécessaire].
Un appel téléphonique transite par un réseau téléphonique fixe ou un réseau cellulaire via des antennes-relais disposées quasiment partout dans le monde. Un interlocuteur peut contacter un autre interlocuteur situé à plusieurs milliers de kilomètres.
Les appels téléphoniques représentent un marché majeur pour les opérateurs de télécommunications, l'un des principaux avec l'éventuel abonnement à leurs services : l'abonnement téléphonique et le marché de l'accès à Internet. Les appels sont le plus souvent facturés au client selon leur durée, la localisation du destinataire de l'appel et la qualité du numéro appelé, qui peut faire l'objet d'une tarification spéciale ou sous forme de forfaits.